# Burt Brinckerhoff
Burt Brinckerhoff est un acteur, producteur et réalisateur américain, né le 25 octobre 1936 à Pittsburgh, en Pennsylvanie (États-Unis).

## Filmographie

### comme acteur
- 1958 : The Goddess : The Boy
- 1962 : The Devil's Children
- 1964 : Abe Lincoln in Illinois (téléfilm) : William Herndon
- 1965 : La Plus Grande Histoire jamais contée (The Greatest Story Ever Told) : Andrew
- 1965 : Inherit the Wind (en) (téléfilm)
- 1996 : Le Crime du siècle (Crime of the Century) (téléfilm) de Mark Rydell : Warden Mark Kimberling

### comme producteur
- 1996 : Sept à la maison (7th Heaven) (série télévisée)